# Mizofato
Il Mizòfato è un torrente che scorre nella provincia di Cosenza.
Lungo circa 35 km, nasce nel territorio di Acri, in località Sant'Angelo, a circa 800 metri. I suoi affluenti più grandi sono il torrente Marino, che nasce in contrada Butturino a San Demetrio Corone e il torrente Sabatino che nasce nel territorio di San Cosmo Albanese, in contrada Gemmarossa. Il Mizòfato attraversa i territori di Acri, San Demetrio Corone e Corigliano Calabro, per poi sfociare sul mar Jonio in località Salicetto.